# Grumman Gulfstream II
El Grumman Gulfstream II (G-II) es un reactor de negocios bimotor diseñado y construido por Grumman y luego, en sucesión, por Grumman American y, finalmente, Gulfstream American. Su número de modelo en Grumman es G-1159 y su designación militar estadounidense es C-11 Gulfstream II. Ha sido sucedido por el Gulfstream III. El primer Gulfstream II voló el 2 de octubre de 1966.

## Diseño

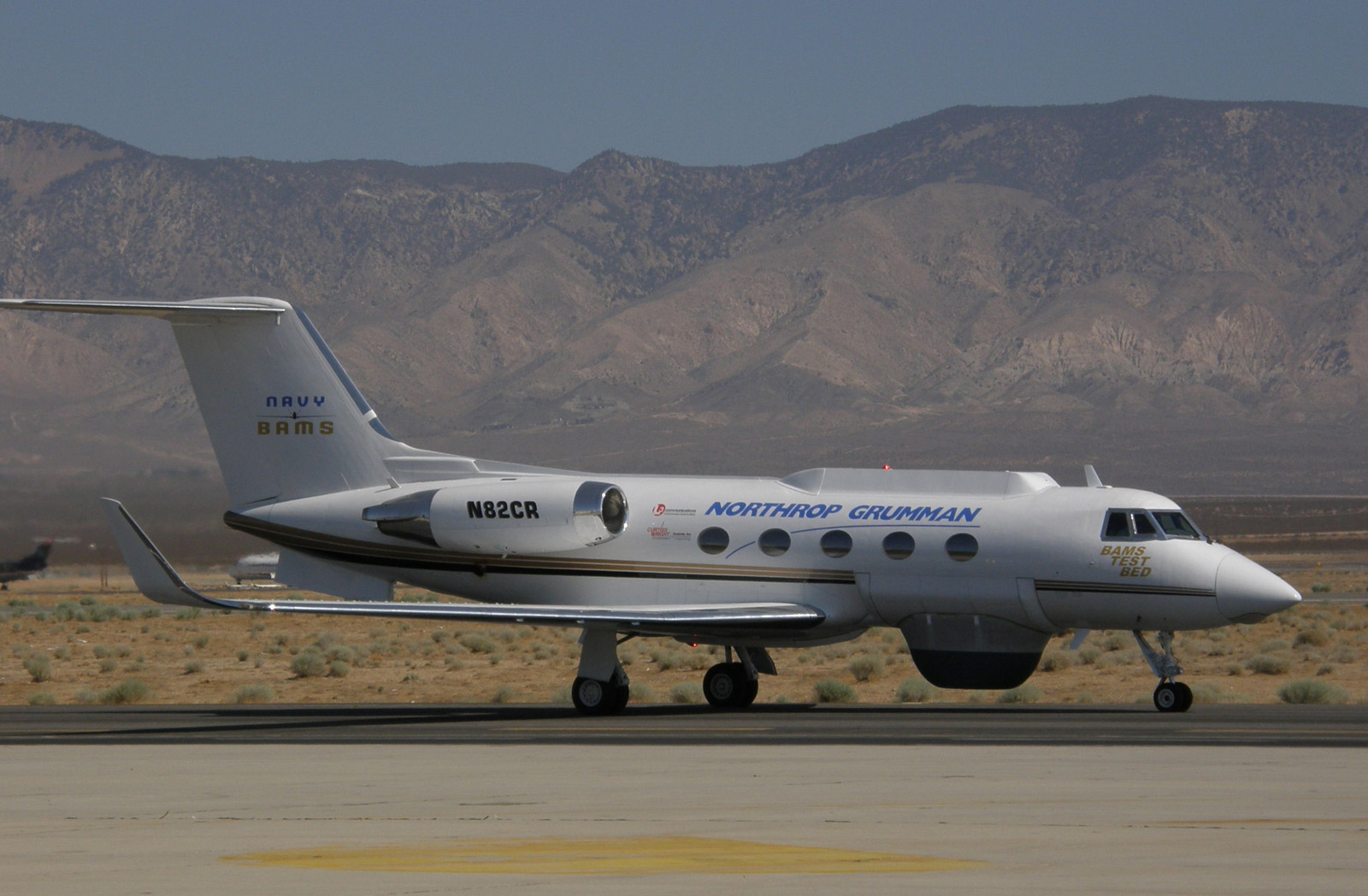
Un GII muy modificado para volar sistemas de pruebas de vuelo para la puja por el contrato del UAV Broad Area Maritime Surveillance, visto carreteando en el Mojave.

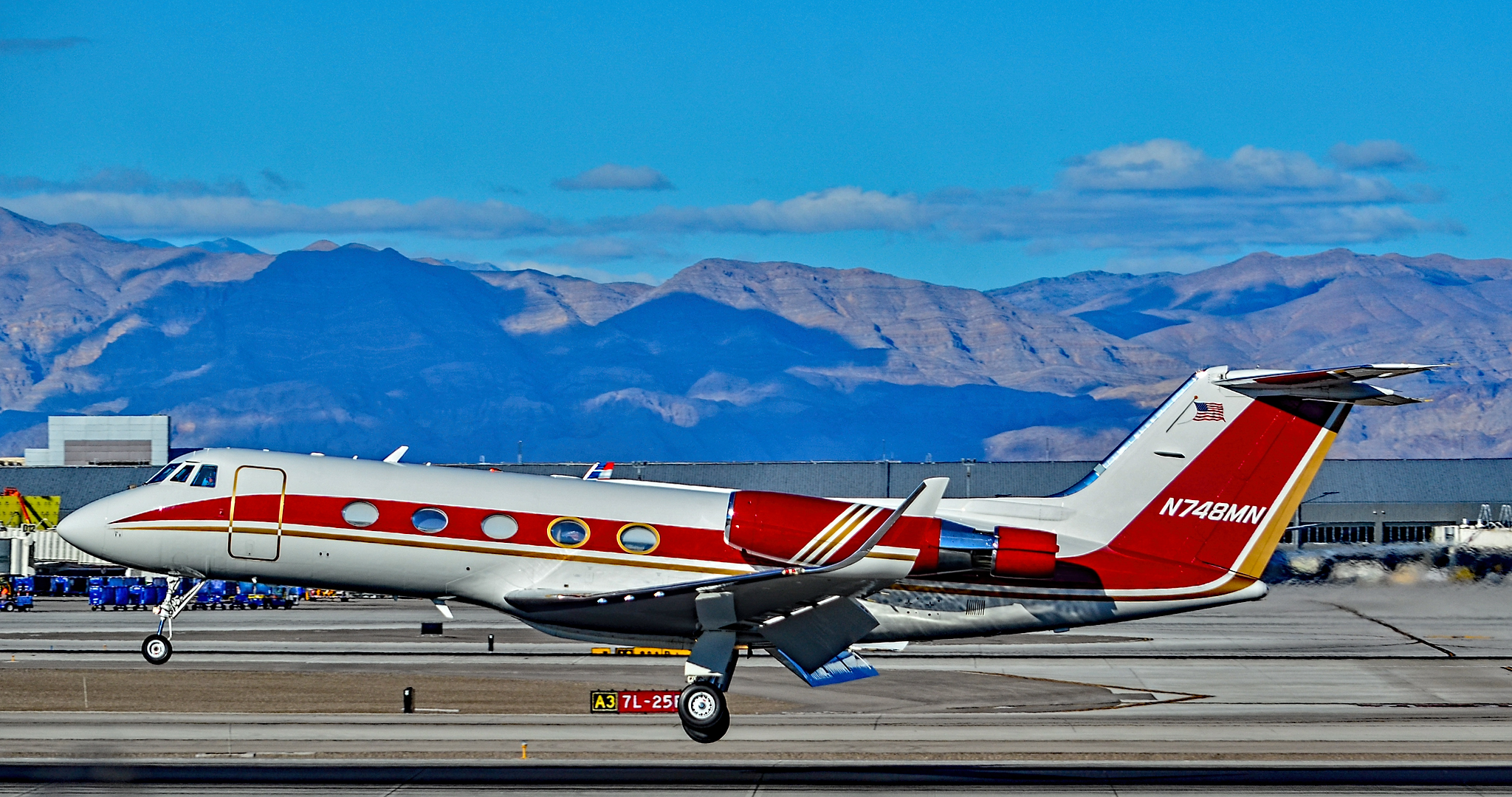
Gulfstream II-SP con silenciadores instalados.

El Gulfstream II es un transporte corporativo de ala en flecha birreactor, propulsado por dos motores turbofán Rolls-Royce Spey y está diseñado para proporcionar una capacidad de alta velocidad y largo alcance sin sacrificar las prestaciones de aeropuerto, fiabilidad y otras ventajas operacionales de su predecesor, el turbohélice Gulfstream I. El diseño preliminar del ala estuvo influenciado por consideraciones de las velocidades de crucero y baja. La colocación trasera de los motores fue seleccionada tras extensas repeticiones de análisis y de diseño, considerando requerimientos aerodinámicos, estructurales y de separación del suelo. La geometría del perfil alar fue desarrollada para maximizar el beneficio de la flecha de la planta seleccionada. El problema de interferencia en la unión ala-fuselaje fue tratada modificando la forma y el grosor del perfil en el tercio interior de la envergadura alar. Los perfiles básicos del área principal del ala son similares a los del avión Grumman A-6 Intruder y utiliza distribuciones de grosor de la serie NACA 6 combinadas con una línea interna media. Se consiguió un límite de bataneo acorde con la capacidad de velocidad de M=0,85 mediante la incorporación de una fila de generadores de vórtice corrotatorios en el panel exterior del ala. Se prestó atención, en el desarrollo del contorno del ala, a los requerimientos de baja velocidad del avión, adaptando el radio del borde de ataque para evitar la separación del mismo. La configuración de alta sustentación consiste en un flap tipo Fowler ranurado de una pieza, del 30% de la cuerda. Se encontró que el comienzo de pérdida en el ala básica comienza a mitad de envergadura, pero se propaga rápidamente a la punta, particularmente en las deflexiones de los grandes flaps. La adición de un encauzador de superficie superior a alrededor de media envergadura proporcionó un fuerte cabeceo hacia abajo en pérdida, sin sacrificar la máxima sustentación, y también permitía un margen adecuado entre las pérdidas inicial y de punta.
Las investigaciones de alto ángulo de ataque en el Gulfstream II indicaron que existían condiciones de compensación estables hasta un ángulo de ataque de 45 grados. La deflexión del elevador requerida para compensar la pérdida inicial en la mayor parte del centro de gravedad delantero era suficiente para compensar le pérdida profunda del centro de gravedad trasero, pero la recuperación de la pérdida profunda era inmediata moviendo la palanca hacia delante, y estaba disponible un más que adecuado control del elevador para bajar el morro. La aceptabilidad de las características de alto ángulo de ataque del Gulfstream II y la ausencia de influencia de la pérdida profunda en el dimensionado de la configuración y la distribución, fue atribuida a la influencia mitigante de la superposición del ala de góndola sobre la contribución de la góndola. Los estudios de elaboración de la configuración revelaron que la influencia de góndola adversa en la contribución al momento de cabeceo de la cola por encima de ángulos de ataque de 30 grados no era excesivamente severa y no se encontró un efecto apreciable sobre la efectividad del estabilizador o del elevador.
Se encontró en las pruebas de vuelo que las características de entrada en pérdida eran satisfactorias, pero no impedían las penetraciones en pérdida hasta el punto de cabeceo de pérdida secundaria. En lugar de realizar un largo esfuerzo de pruebas de vuelo, y en vista del excelente comportamiento de entrada en pérdida inicial, se decidió limitar mecánicamente el grado de penetración en pérdida con un vibrador de palanca y con un empujador de palanca.
Durante la instalación de los winglets de Aviation Partners Inc. (como G-IISP), los generadores de vórtice y los encauzadores de media envergadura fueron retirados y reemplazados por seis vortilones del borde de ataque, similares a los instalados en el Gulfstream IV.
En 2013, la FAA modificó la norma 14 CFR part 91 para prohibir las operaciones de reactores de 75 000 libras o menos que no fueran compatibles con la Etapa 3 de ruido, después del 31 de diciembre de 2015. El Gulfstream II está registrado explícitamente en el Registro Federal 78 FR 39576. Ningún Gulfstream que no haya sido modificado instalando motores compatibles con la Etapa 3 de ruido, o no se le hayan instalado "silenciadores" en los motores no compatibles, puede volar en los 48 estados continentales después del 31 de diciembre de 2015.

## Desarrollo
Grumman había entregado 150 turbohélice Gulfstream I al comienzo de 1965, pero le estaba ganando la competición a los reactores Lockheed Jetstar, Hawker Siddeley HS.125, Dassault Falcon 20 y North American Sabreliner. La nueva generación de reactores de negocios no tenían el alcance y la comodidad del Gulfstream I, y los clientes empezaron a pedir una versión a reacción del mismo.
Cuando el turbofán de segunda generación Rolls-Royce Spey estuvo disponible, el programa se hizo realidad y se fabricó una maqueta a tamaño real. Con 30 pedidos en firme, la compañía dio el visto bueno de la producción el 5 de mayo de 1965.
El primer prototipo voló desde Bethpage el 2 de octubre de 1966, con un primer vuelo de 52 minutos. Se usaron cuatro aviones para el programa de certificación y el Certificado de Tipo de la FAA fue concedido el 19 de octubre de 1967. Aunque el avión no sería económico volado como avión comercial, fue certificado para cubrir los estándares de transporte público. Los Gulfstream II fueron construidos como aviones ecológicos y eran entregados a un centro de acabados para adaptar el interior y la aviónica a medida, según los requerido por el cliente.
La compañía construyó una nueva planta en Savannah, Georgia, para construir el avión, que abrió en 1967. El primer avión allí construido voló en diciembre del mismo año y la producción continuó en Bethpage hasta completarse 40 aparatos.
Para aumentar el alcance del avión, se certificaron depósitos de punta alar en marzo de 1976 y se añadió como estándar en la línea de producción desde el avión número 183, aunque el cliente podía optar a no instalarlos.
La producción del Gulfstream II finalizó en Savannah en diciembre de 1979. Entre 1981 y 1987, 43 aviones fueron convertidos al estándar Gulfstream IIB con nuevas alas y aviónica avanzada, basado en el Gulfstream III.

## Variantes
Gulfstream II (G-1159)
Avión de transporte corporativo y ejecutivo bimotor, con acomodación para hasta 14 pasajeros, propulsado por dos turbofán Rolls-Royce Spey RB.168 Mk 511-8. Recibió el Certificado de Tipo de la FAA  A12EA el 19 de octubre de 1967.
Gulfstream II TT
Versión modificada con depósitos de punta alar, alcance aumentado. Certificado por la FAA el 13 de mayo de 1977.
Gulfstream IIB (G-1159B)
Versión modificada, con alas de mayor envergadura y winglets, e instrumentos del Gulfstream III, peso máximo al despegue aumentado a 68 200 lb o 69 700 lb. Certificado por la FAA el 17 de septiembre de 1981.
Gulfstream IISP
Aviones modificados con la adición de winglets de Aviation Partners. La FAA lo certificó bajo el STC ST00080SE el 22 de abril de 1994.
VC-11A
Un aparato construido para la Guardia Costera de los Estados Unidos, equipado con comunicaciones y sistema de navegación inercial actualizados (USCG reg no 1, cn 23). Otro G-II (N40CE, cn 45) fue para el Cuerpo de Ingenieros del Ejército estadounidense (siendo registrados ambos como VC-11A).

### Variantes de misiones especiales
Los Gulfstream II han sido populares como aviones de misiones especiales, particularmente cuando los aviones usados estuvieron disponibles por menos de 1 millón de dólares:
- Un G-II (N105TB, cn 31) tiene soportes subalares y varios apéndices subalares añadidos para permitirle operar como bancada de sensores para Lincoln Labs del MIT.[15]

- Un G-IIB (N74A, cn 36) fue modificado por Aeromet de Tulsa, Oklahoma, para ser usado como avión HALO I para la Agencia de Defensa Antimisiles estadounidense.[16]

- Un G-II (N82CR, cn 80) fue modificado para ser usado por Northrop Grumman como demostrador para el contrato Broad Area Maritime Surveillance (BAMS).[17]

- Otro G-IIB (N779LC, cn 88) ha sido modificado con el mismo carenado dorsal que el N178B, como avión HALO IV de la Agencia de Defensa Antimisiles.[18]

- Un G-II (N10123, cn 107) tenía depósitos de punta alar conteniendo un radar de mapeo, junto con carenados en la superficie inferior de las alas y un contenedor central. Este avión operó como Calgis Geosar y perteneció anteriormente a Earthdata Aviation, Fugro, siendo vendido en 2017. Todavía estaba en servicio en abril de 2018.[19]

- La NASA contrató a Lockheed-Georgia para que modificara un G-II como avión de la Evaluación de Pruebas de Propfan (N650PF, cn 118). El avión disponía de una góndola en el ala izquierda, conteniendo un motor turbohélice Allison 570 de 6000 hp (derivado el turboeje XT701 desarrollado para el programa del Boeing Vertol XCH-62), propulsando un propfan Hamilton Standard SR-7 de 9 pies de diámetro. El avión, así configurado, voló por primera vez en marzo de 1987. Tras un extenso programa de pruebas, las modificaciones fueron retiradas del avión y el mismo se convirtió en un Avión de Entrenamiento de Lanzadera (STA).[20][21]

- Una versión modificada del G-II, llamada Avión de Entrenamiento de Lanzadera (STA), replica la configuración de la cabina y las características de vuelo de la Lanzadera Espacial y es usado por la NASA como entrenador para practicar las aproximaciones de la lanzadera (conocidas como "picados"). Cuatro G-II fueron usados para este propósito: el N945NA, cn 118; el N944NA, cn 144; el N946NA, cn 146, y el N947NA, cn 147 (el cn 118 de más arriba fue reconfigurado para este propósito).[22]

- Un segundo G-IIB (N178B, cn 125) fue modificado con la adición de un gran carenado dorsal que albergaba un telescopio de Aeromet, como avión HALO II de la Agencia de Defensa Antimisiles.[23]

- Un G-II (JA8431, cn 141) es operado por Diamond Air Service en varias configuraciones para apoyar misiones relacionadas con mediciones medioambientales. En una configuración, puede llevar dos contenedores PI SAR (Radar de Apertura Sintética Interferométrica Paramétrica) de banda 3D X/L bajo el fuselaje delantero.[24]

- Un G-IISP (N510AG, cn 159) es operado por el Orion Air Group como apoyo al desarrollo de Northrop Grumman de un enlace de datos de mando táctico multitarea (MR-TCDL). El avión fue modificado con antenas parabólicas de comunicación satélite de 9 y 19 pulgadas, así como radomos adicionales en las partes superior e inferior.[25][26]

- Un G-IISP (N950NA, cn 185) fue modificado con la adición de un contenedor de punta alar y un radomo ventral como avión HALO III de la Agencia de Defensa Antimisiles. Este avión servía como blanco de la Bancada Láser Aerotransportada (ALT) Boeing YAL-1.[27]

- Un G-II TT (N81RR, cn 246) ha sido modificado por la NASA, con la adición de apéndices en el fuselaje y soportes subalares, para servir como avión de pruebas del High Ice Water Content (HIWC).[28]

## Operadores

### Militares
Estados Unidos
- NASA
- Ejército de los Estados Unidos
- Guardia Costera de Estados Unidos

 Gabón
- Fuerzas Armadas de Gabón

 Libia
- Fuerza Aérea Libia

 Marruecos
- Real Fuerza Aérea de Marruecos

 México
- Guardia Nacional: opera una unidad G-II(SP) matriculada XC-PFT.
- Fiscalía General de la República: opera una unidad G-II matriculada XC-LPY.

 Nigeria
- Fuerza Aérea Nigeriana

 Omán
 Panamá
 Venezuela

### Civiles
El avión es operado por particulares, compañías, organizaciones no gubernamentales y operadores chárter ejecutivos. Una serie de compañías también usa el avión como parte de programas de multipropiedad.
Nelson Rockefeller, Vicepresidente de Gerald Ford y descendiente de la familia Rockefeller, fue propietario de un Gulfstream II (N100WK, cn 77), que prefería usar en lugar del Convair C-131 Samaritan, entonces usado como Air Force Two, para los vuelos domésticos. Como tal, tiene la distinción de haber usado el distintivo "Executive Two" cuando estaba en el cargo.

## Accidentes e incidentes
- 3 de mayo de 1982: un Gulfstream II del Gobierno argelino fue derribado por un caza en la zona fronteriza de Irak, Irán y Turquía. Los 15 ocupantes, incluyendo el ministro de Exteriores argelino, Mohammed Seddik Benyahia, resultaron muertos.
- Abril de 1983: la pista de carreras de Mallow, en Irlanda, se convirtió en un aeródromo de emergencia cuando un avión de negocios Gulfstream II mexicano realizó un aterrizaje preventivo. Una pista temporal de asfalto de casi 3000 pies de largo fue construida para permitir que el avión despegara cinco semanas después, en mayo. Una película, "Amigos por accidente", está basada libremente en este incidente.[32]
- 19 de enero de 1990: un Gulfstream II se estrelló en la aproximación al Little Rock National Airport en Little Rock, Arkansas. El avión golpeó las luces de guiado y cayó corto de la pista, mientras intentaba aterrizar con tiempo tormentoso. Llevaba empleados de una subsidiaria de Eastman Kodak Co. cuando el vuelo fue desviado a Little Rock debido al mal tiempo. Los 7 ocupantes, incluyendo 2 pilotos y 5 pasajeros, resultaron muertos.[33]
- 3 de mayo de 1995: un Gulfstream II operado por American Jet, en ruta desde Buenos Aires vía La Paz, seleccionó una frecuencia VOR errónea durante una aproximación nocturna a Quito; el reactor voló 19 km más al sur de los que debía, chocando contra el volcán Sincholagua a 4900 m. Los 7 ocupantes resultaron muertos. El vuelo llevaba una serie de importantes ejecutivos del petróleo de Argentina y Chile a una reunión en Quito. Entre los fallecidos estaba el CEO y presidente argentino de YPF, José Estenssoro, que había encabezado los esfuerzos de privatización bajo Carlos Menem; Ricardo Zinn, economista argentino y asesor de Estenssoro en YPF, Juan Pedrals Gili, el gerente general de origen español de la chilena ENAP, así como Manfred Hecht Mittersteiner, jefe de producción de Sipetrol, subsidiaria internacional de ENAP.[34][35][36][37]

## Aeronaves en exhibición
Estados Unidos
- El Gulfstream II Serial #001 fue donado al Museo Carolinas Aviation en Charlotte, Carolina del Norte. Está intacto, aunque almacenado, a la espera del desarrollo de otra adición al museo.[38]

## Especificaciones (Gulfstream II-B)
Referencia datos: Jane's All the World's Aircraft 1984-85

### Características generales
- Tripulación: Dos
- Capacidad: 19 pasajeros (máx. certificado)
- Carga: 1315 kg
- Longitud: 24,4 m (79,9 ft)
- Envergadura: 23,7 m (77,8 ft)
- Altura: 7,5 m (24,5 ft)
- Superficie alar: 86,8 m² (934,7 ft²)
- Perfil alar: stn.50: NACA 0012 modificado; stn 145: NACA 63A-009.5; stn 385: NACA 64 serie modificada
- Peso vacío: 17 735 kg (39 087,9 lb)
- Peso cargado: 29 710 kg (65 480,8 lb)
- Peso máximo al despegue: 30 935 kg (68 180,7 lb)
- Planta motriz: 2× turbofán Rolls-Royce Spey 511-8.
  - Empuje normal: 51 kN (5200 kgf; 11 465 lbf) de empuje cada uno.
- Capacidad de combustible: 12 837 kg

### Rendimiento
- Velocidad máxima operativa (Vno): M 0,85
- Velocidad crucero (Vc): M 0,77
- Velocidad de entrada en pérdida (Vs): 194 km/h (121 MPH; 105 kt)
- Alcance: 6570 km (3548 nmi; 4082 mi)
- Techo de vuelo: 14 000 m (45 932 ft)
- Régimen de ascenso: 19 m/s (3740 ft/min)
- Carrera de despegue (FAA): 1783 m
- Carrera de aterrizaje (FAA): 1036 m

## Aeronaves relacionadas

### Desarrollos relacionados
- Grumman Gulfstream I
- Gulfstream III
- Shuttle Training Aircraft

### Secuencias de designación
- Secuencia G-_ (interna de Grumman): ← G-755 - G-870 - G-1128 - G-1159 - Model 400
- Secuencia C-_ (Aviones de Carga estadounidenses, 1962-presente): ← C-9 - C-10 (I) - C-10 (II) - C-11 - C-12 - C-14 - C-15